# Hakuna Matata
Hakuna Matata je fraza iz svahili jezika, a označava život bez pravila, odgovornosti i briga, jednostavno afričko hedonističko načelo.
Po njoj žive (ili bar tvrde da žive), pripadnici kenijskog i tanzanijskog plemena Masai.

## U popularnoj kulturi
- pesma Eltona Džona, prvi put otpevana 1980. u nekom kenijskom hotelskom bendu
- animirani film Kralj lavova, u kojem se pojavljuju pripadnici Hakune Matate; merkat Timon i svinja Pumba.